# Superglús
Superglús es un lenguaje de programación de juegos del tipo aventura conversacional, también conocidas como "Interactive fiction".
El sistema de creación de aventuras de Superglús está basado en el compilador Paguaglús, que a su vez es un compilador que nace con el objetivo de emular el funcionamiento del sistema de creación de aventuras PAWS (Professional Adventure Writing System), para Spectrum y Amstrad. 
Aunque ya existía un PAWS para PC este era una versión para DOS, de difícil utilidad hoy en día, y Paguaglús nació con el objetivo de permitir que los juegos resultantes fueran capaces de correr sobre la máquina virtual Glulx, de modo que fueran accesibles a todos los sistemas operativos en los que dicha máquina tuviera una implementación. 
Sin embargo la principal ventaja de Paguaglús, su casi 100% de compatibilidad con código de PAWS, es su principal problema, dado que PAWS es un sistema de los años 80 con grandes limitaciones debidas fundamentalmente a las capacidades reducidas de las máquinas de entonces. 
Por otro lado, tras la muerte de los sistemas 8 bits nacieron otros parsers basados en PAW con capacidades mucho más avanzadas, aunque también basados en DOS, como SINTAC, SKC o NMP.
En 2003 nos encontramos con que aquellos que quieran un sistema de creación de aventuras del estilo de PAW tenían dos alternativas: 
Paguaglús: muy portable pero poco potente. 
NMP, SKC, SINTAC: mucho más potentes pero poco portables y con tendencia a no funcionar en SOs modernos. 
Pues bien, para solventar esto nace, de la mano de Julio Sangrador (autor de Paguaglús) y Carlos Sánchez (autor de NMP), la siguiente generación de lenguajes tipo PAWS: Superglús, un sistema basado en Paguaglús pero liberado de la necesidad de mantener compatibilidad con PAW, con las facilidades que esto da.